# Чоштепа (станция метро)
«Чоштепа» (узб. Choshtepa) — станция Ташкентского метрополитена.
Пущена в эксплуатацию 26 декабря 2020 года в составе третьего участка Чиланзарской линии : «Алмазар» — «Чинор».
Расположена между станциями «Узгариш» и «Алмазар».

## История
28 марта 2016 года глава администрации Ташкента Рахмонбек Усманов заявил, что столичные власти намерены в ближайшие четыре года достроить оставшийся участок линии метрополитена в Юнусабадском районе, а также приступить к строительству новой наземной ветки в Сергелийском районе.
В ноябре 2016 года начато строительство Сергелийского участка из пяти станций. 26 декабря 2020 года участок ввели в эксплуатацию. Некоторое время после открытия станция носила временное название «1-бекат» (узб. 1-bekat). 9 августа 2023 года, после опросов жителей города, станция официально получило название «Чоштепа».

## Характеристика
Станция: надземного типа с островной платформой. 
С южной стороны оборудована лифтом для маломобильных пассажиров. 
С северной стороны в основном вестибюле установлен 3-ленточный эскалатор.